# Temuera Morrison
Temuera Jack Nicolas David Morrison (Rotorua, 26 december 1960) is een Nieuw-Zeelands acteur. Hij won voor zijn rol in Once Were Warriors in 1994 een New Zealand Film and TV Award en won deze nogmaals in 1999 voor zijn spel in opvolger What Becomes of the Broken Hearted?.
Morrison speelde rollen in acht films gemaakt in Australië en Nieuw-Zeeland, voordat hij in 1996 zijn Hollywood-debuut maakte met een bescheiden rolletje in de stripverfilming Barb Wire, met Pamela Anderson in de titelrol. Daarop volgden grotere rollen in onder meer Speed 2: Cruise Control en From Dusk Till Dawn 3: The Hangman's Daughter.
Morrison speelde verschillende keren hetzelfde personage in elkaar opvolgende films. Zo kroop hij in de huid van de dronkaard Jake Heke in het drama Once Were Warriors en deed hij dit vijf jaar later opnieuw in What Becomes of the Broken Hearted?. Daarnaast speelde Morrison premiejager Jango Fett in Star Wars: Episode II: Attack of the Clones. Hetzelfde personage portretteerde hij tevens in verscheidene computerspellen door daarvoor zijn stem in te spreken, evenals voor Jango's 'zoon' Boba Fett. Ook speelt Morrison Boba Fett in de Disney+ televisieseries The Mandalorian en The Book of Boba Fett. Omdat Jango Fett de donor is voor de Republikeinse Clone Troopers, geeft Morrison in Star Wars Episode III: Revenge of the Sith gestalte aan al deze soldaten wanneer ze hun helm af doen én aan Clone Commander Cody. In de televisieserie Ahsoka speelde hij de rol van Captain Rex, die eerder ook al verscheen in enkele Star Wars animatieseries. Ook sprak Morrison voor de remasters van Star Wars: Episode V - The Empire Strikes Back en Star Wars: Episode VI - Return of the Jedi de stem in van Boba Fett.

## Filmografie
*Exclusief televisiefilms
| - Chief of War (2025) - Vaiana 2 (2024, stem) - Ahsoka (2023) - The Flash (2023) - Obi-Wan Kenobi (2022) - The Book of Boba Fett (2021-2022) - Star Wars: Visions (2020, stem) - The Mandalorian (2020-2023) - Aquaman (2018) - Vaiana (2016, stem) - Hard Target 2 (2016) - Mahana (2016) - Mt. Zion (2013) - Fresh Meat (2012) - The Scorpion King 3: Battle for Redemption (2012) - Green Lantern (2011) - Tracker (2010) - The Marine 2 (2009) - Couples Retreat (2009) - River Queen (2005) - Star Wars: Episode III: Revenge of the Sith (2005) | - Blueberry (2004) - The Beautiful Country (2004) - Star Wars: Episode II: Attack of the Clones (2002) - Crooked Earth (2001) - Vertical Limit (2000) - From Dusk Till Dawn 3: The Hangman's Daughter (1999) - What Becomes of the Broken Hearted? (1999) - Six Days Seven Nights (1998) - Speed 2: Cruise Control (1997) - Broken English (1996) - The Island of Dr. Moreau (1996) - Barb Wire (1996) - Whipping Boy (1996) - Little White Lies (1996) - Once Were Warriors (1994) - The Grasscutter (1990) - Mauri (1988) - Never Say Die (1988) - Other Halves (1984) - Rangi's Catch (1972) |

- Bibsys: 4109436
- Biblioteca Nacional de España: XX1169200
- Bibliothèque nationale de France: cb14208933f (data)
- Gemeinsame Normdatei: 140454004
- International Standard Name Identifier: 0000 0001 1442 3563
- Library of Congress Control Number: no2001022925
- MusicBrainz: 67c1c58e-6c80-410c-a63b-bdbc85f66bf4
- Nationale Bibliotheek van Tsjechië: xx0043826
- Nationale Bibliotheek van Israël: 987007605653305171
- Nederlandse Thesaurus van Auteursnamen: 212822810
- Système universitaire de documentation: 19762071X
- Museum of New Zealand Te Papa Tongarewa: 54136
- Virtual International Authority File: 39587691
- WorldCat: E39PBJfmrFfgm7ttTMvpTjG8md